# Herrmann Kricheldorff
Karl Adolf Julius Hermann Kricheldorff, auch Hermann Kricheldorf bzw. Herrmann Krichelsdorf (* 5. Juli 1868 in Berlin; † 5. Juni 1928 ebenda) war ein deutscher Kameramann in der Stummfilmzeit.

## Hintergrund
Kricheldorff, der auch Hermann Kricheldorf bzw. Krichelsdorf geschrieben wurde, war während der 1920er Jahre nachweislich an sechs Filmen beteiligt.
1918 filmte er für die Gesellschaft des William Karfiol den Lustspiel-Zweiakter „Aha, jetzt hab ich sie“ und für die „B.Z.-Film“ des Dr. Linsert (Berlin) das ukrainische National-Epos „Mazeppa, der Volksheld der Ukraine“ mit Werner Krauß in der Titelrolle. 1919 fotografierte er, wiederum für die „B.Z.-Film“, deren „sozialpolitischen“ Film “Die Nackten”, welcher nach der Entscheidung der Zensurbehörde in “Schwester Martha” umbenannt werden musste; Verfasser des Manuskripts und Regisseur beider Filme war Martin Berger. 1920 stand er für die Lux-Film GmbH Berlin bei ihrem von Rudi Bach inszenierten Gesellschaftsdrama „Zwischen Lipp' und Kelchesrand“ und für die Deutsche Lichtbild-Gesellschaft e.V. (DLG) in Berlin bei Hans Werckmeisters Filmdrama “Algol” an der Kamera, hier jedoch nur die letzten drei Drehtage in Ablösung für Axel Graatkjaer.
Im April 1919 beteiligte er sich als Mitgründer an der Rire-Film Werner & Co. OHG. 1926 trat er auch als Produzent der kurzen Dokumentarfilme “Erlauschtes aus dem Leben der Insekten” und “Auf dem Bergriesen” in Erscheinung, die beide bei der “Terra-Filmverleih GmbH” in Berlin entstanden.

## Filmographie (Auswahl)
- 1918: Aha, jetzt hab ich sie
- 1918: Mazeppa, der Volksheld der Ukraine, auch: Mazeppa, der Held der Ukraine
- 1919: Die Nackten. Ein sozialpolitischer Film
- 1920: Zwischen Lipp' und Kelches Rand[13]
- 1920: Algol, auch: Algol – Tragödie der Macht
- 1926: Erlauschtes aus dem Leben der Insekten (Kurz-Dokumentarfilm, 1 Akt, 211 m)
- 1926: Auf dem Bergriesen (Kurz-Dokumentarfilm, 1 Akt, 232 m)

Anmerkung: